# 9-та зенітна дивізія (Третій Рейх)
9-та зенітна дивізія (Третій Рейх) (нім. 9. FlaK-Division) — зенітна дивізія Вермахту, що діяла протягом Другої світової війни у складі Повітряних сил Третього Рейху.

## Історія
9-та зенітна дивізія веде свою історію від створеного 10 липня 1940 року в Ам'єні 9-го командування протиповітряної оборони у підпорядкуванні повітряного округу «Бельгія та Північна Франція». Він відповідав за протиповітряну оборону на півночі Франції та Бельгії та керував розташованими тут зенітними підрозділами. 19 червня 1941 року командування було переведено в зону командування Гау Західна Франція, штаб знаходився в Рамбує на південний захід від Парижа. Через кілька тижнів командний пункт було переведено в замок Борегар поблизу Парижа. 1 вересня 1941 року командування перейменоване на 9-у зенітну дивізію.
29 січня 1942 року дивізія передала свою зону відповідальності штабу 13-ої зенітної дивізії і передислокувалася на південний напрямок Східного фронту. 22 січня 1942 дивізія взяла на себе керівництво частинами ППО групи армій «Південь». Командний пункт дивізії був у Полтаві. Після того як у цьому районі були розгорнуті ще три штаби зенітних дивізій для підготовки літнього наступу німців на Сталінград і Кавказ, 9-ій зенітній дивізії було доручено взаємодіяти з 2-ю і 6-ю арміями, а командний пункт перекинуто до Харкова. З 26 червня 1941 року дивізія діяла у взаємодії з 6-ю армією, а з 11 липня 1942 року — з 4-ю танковою армією. З 27 липня 1942 року дивізія знову продовжила взаємодіяти з 6-ю армією. З цією армією дивізія брала участь у наступі на Сталінград. Підрозділи дивізії застосовувалися на північній позиції під Сталінградом і відзначилися там у боротьбі з авіацією і танками. Після того, як 6-та армія була оточена під Сталінградом, в «мішку» опинилися 12 важких і 13 легких зенітних батарей дивізії. З оточення вийшли 5 важких і 3 легкі батареї. Штаб дивізії тепер також взяв на себе керівництво румунськими протиповітряними частинами, що потрапили в пастку під Сталінградом. У ході боїв дивізію було остаточно знищено в Сталінградському котлі.
7 лютого 1943 року штаб 9-ї зенітної дивізії був сформований вдруге в Криму на основі старого складу дивізії, які вийшли з оточення. З 8 квітня 1943 року нова 9-та зенітна дивізія дислокувалася в Криму та на Кубанському плацдармі. Внаслідок значних втрат під час боїв у Криму, після евакуації з півострову дивізія перестала діяти. Тому дивізію спочатку перекинули до Румунії 15 травня 1944 року для відновлення, а потім до Бреслау 2 червня 1944 року.
2 вересня 1944 року дивізію перекинули на Західний фронт. Вела бойові дії в районі Мец-Діденхофена, командний пункт дивізії підійшов до Больхена на південний схід від Саарбрюкена, 22 листопада до Саарбрюкена. 7 грудня 1944 штаб був переведений до Нойнкірхена, а 20 грудня до Кайзерслаутерна. Далі відбулися переміщення в Саарланд і Пфальц і подальший відступ на схід. На початку квітня 1945 р. штаб перебував у Штутгарті, а 3 квітня 1945 р. його перевели в район Геппінгена. До кінця війни штаб досяг району на південь від Розенгайма в Баварії. Тут штаб дивізії здався у полон.

## Райони бойових дій
- Північна Франція (липень 1940 — січень 1942);
- Південний фланг Східного фронту (Сталінград, Крим) (січень 1942 — травень 1944);
- Румунія (травень — червень 1944);
- Німеччина (червень 1944 — травень 1945).

## Командування

### Командири
- генерал-майор Гергард Гоффманн (нім. Gerhard Hoffmann) (10 липня 1940 — 17 березня 1941);
- генерал-майор Отто Вільгельм фон Ренц (нім. Otto-Wilhelm von Renz) (17 березня 1941 — 25 червня 1942);
- генерал-майор Вольфганг Пікерт (Wolfgang Pickert) (25 червня 1942 — січень 1943);
- оберст Вільгельм Вольфф (нім. Wilhelm Wolff) (січень 1943);
- оберстлейтенант Ріхард Гайцманн (нім. Richard Haizmann) (січень 1943);
- генерал-майор Вольфганг Пікерт (лютий 1943 — 18 травня 1944);
- оберст Вільгельм ван Кольвійк (нім. Wilhelm van Koolwijk) (18 травня — 23 червня 1944);
- генерал-лейтенант Адольф Пірманн (нім. Adolf Pirmann) (23 червня 1944 — 4 травня 1945).

### Підпорядкованість
| Час              | Корпус        | Командування/Флот                  | Штаб                               |
| ---------------- | ------------- | ---------------------------------- | ---------------------------------- |
| 1940             |               |                                    |                                    |
| 10 липня         |               | Люфтгау «Бельгія-Північна Франція» | Північна Франція                   |
| 1941             |               |                                    |                                    |
| 1 січня          |               | Люфтгау «Бельгія-Північна Франція» | Північна Франція                   |
| 19 червня        |               | Люфтгау «Західна Франція»          | Північно-західна Франція/Нормандія |
| 1942             |               |                                    |                                    |
| 1 січня          |               | Люфтгау «Західна Франція»          | Північно-західна Франція/Нормандія |
| 29 січня         |               | 4-й повітряний флот                | передислокація                     |
| 22 лютого        |               | 4-й повітряний флот                | Східний фронт                      |
| грудень          |               | 6 А                                | Сталінград                         |
| 1943             |               |                                    |                                    |
| січень           |               | 6 А                                | Сталінград                         |
| Друге формування |               |                                    |                                    |
| 1943             |               |                                    |                                    |
| 7 лютого         | формування    | 4-й повітряний флот                | Кубань/Крим                        |
| 1944             |               |                                    |                                    |
| 1 січня          |               | 4-й повітряний флот                | Кубань/Крим                        |
| 15 травня        |               | 4-й повітряний флот                | Румунія                            |
| 2 червня         |               | Люфтгау VIII                       | Бреслау                            |
| 2 вересня        |               | Повітряний флот «Рейх»             | Мец-Діденхофен                     |
| 12 вересня       | IV корпус ППО | Командування Люфтваффе «Захід»     | Західний фронт                     |
| 1945             |               |                                    |                                    |
| 1 січня          |               | Командування Люфтваффе «Захід»     | Південна Німеччина                 |